# Craig Beattie
Craig Beattie (Glasgow, Escocia, 16 de enero de 1984), futbolista escocés. Juega de delantero y su actual equipo es el Heart of Midlothian Football Club. 

## Selección nacional
Ha sido internacional con la Selección de fútbol de Escocia, ha jugado 7 partidos internacionales y ha anotado 1 gol.

## Clubes
| Club                              | País       | Año       |
| --------------------------------- | ---------- | --------- |
| Celtic FC                         | Escocia    | 2003-2007 |
| West Bromwich Albion              | Inglaterra | 2007-2008 |
| Preston North End                 | Inglaterra | 2008      |
| West Bromwich Albion              | Inglaterra | 2008      |
| Crystal Palace FC                 | Inglaterra | 2008      |
| West Bromwich Albion              | Inglaterra | 2008-2009 |
| Sheffield United                  | Inglaterra | 2009      |
| West Bromwich Albion              | Inglaterra | 2009      |
| Swansea City                      | Gales      | 2009-2011 |
| Watford FC                        | Inglaterra | 2011-2012 |
| Heart of Midlothian Football Club | Escocia    | 2012-     |

## Palmarés

### Campeonatos nacionales
| Título                  | Club                | País    | Año  |
| ----------------------- | ------------------- | ------- | ---- |
| Liga Premier de Escocia | Celtic FC           | Escocia | 2004 |
| Copa de Escocia         | Celtic FC           | Escocia | 2004 |
| Copa de Escocia         | Celtic FC           | Escocia | 2005 |
| Liga Premier de Escocia | Celtic FC           | Escocia | 2006 |
| Liga Premier de Escocia | Celtic FC           | Escocia | 2007 |
| Copa de Escocia         | Celtic FC           | Escocia | 2007 |
| Copa de Escocia         | Heart of Midlothian | Escocia | 2012 |